# Я (філософія)
Я у філософії — центральне поняття багатьох ідеалістичних філософських систем, за якими суб'єкт є первинним активним  фактором і фактором упорядкування, носієм духовних здібностей.

## Думка філософів
- На думку Рене Декарта, «Я мислю» є вихідним принципом філософії, що супроводжує кожен свідомий акт. Декарта справедливо називають батьком раціоналізму, у нього сфера свідомості і «Я» зливаються.
- Лейбніц стверджував, що ми усвідомлюємо лише небагато з того, що переживає душа.
- Іммануїл Кант розрізняв «емпірично-індивідуальне» і «чисте Я», що виступають як «трансцендентальна єдність апперцепції», та як носій «категоричного імперативу».
- За Фіхте, «Я» — абсолютне творче начало, яке покладає основу всього сущого і самого себе як «не Я».
- Гегель, розглядав «Я» залежно, від ступеня розвитку моральної самосвідомості, та духовної зрілості епохи.
- Німецька класична філософія ототожнює «сферу Я» зі «сферою свідомості», усвідомлених дій, що характерно для раціоналізму.
- Сучасній філософії властива біологізація (фрейдизм) та ірраціоналістична інтерпретація «Я» (екзистенціалізм).
- Екзистенціалісти, приміром  Едмунд Гуссерль, виходять з інтенційної структури свідомості, де «Я», виступає як активний творчий полюс свідомості протилежний усвідомленому предмету. На їхню думку, «Я» ніколи не може бути пізнаним, у своїй активності, бо воно як своєрідне вістря свідомості, що раціоналізує її потік, але залишаючись при цьому ірраціональним . Звідси випливає твердження екзистенціалістів, про непізнаваність особи, — «свого Я».